# Csehszlovákia az 1956. évi nyári olimpiai játékokon
Csehszlovákia az ausztráliai Melbourne-ben és a svédországi Stockholmban megrendezett 1956. évi nyári olimpiai játékok egyik részt vevő nemzete volt. Az országot az olimpián 10 sportágban 63 sportoló képviselte, akik összesen 6 érmet szereztek.

## Érmesek
| Érem  | Versenyző                     | Sportág       | Versenyszám                |
| ----- | ----------------------------- | ------------- | -------------------------- |
| Arany | Olga Fikotová                 | Atlétika      | Női diszkoszvetés          |
| Ezüst | Ladislav Fouček               | Kerékpározás  | Férfi egyéni időfutam      |
| Ezüst | Ladislav Fouček Václav Machek | Kerékpározás  | Férfi kétüléses tandem     |
| Ezüst | Otakar Hořínek                | Sportlövészet | Férfi sportpuska összetett |
| Ezüst | Eva Bosáková                  | Torna         | Női gerenda                |
| Bronz | Jiří Skobla                   | Atlétika      | Férfi súlylökés            |

## Atlétika
Férfi
| Versenyző                                                   | Versenyszám     | Előfutam | Előfutam | Negyeddöntő | Negyeddöntő | Elődöntő | Elődöntő | Döntő         | Döntő         |
| Versenyző                                                   | Versenyszám     | Idő      | Hely.    | Idő         | Hely.       | Idő      | Hely.    | Idő           | Helyezés      |
| ----------------------------------------------------------- | --------------- | -------- | -------- | ----------- | ----------- | -------- | -------- | ------------- | ------------- |
| Václav Janeček                                              | 200 m           | 21,7     | 2.       | 22,2        | 4.          | kiesett  | kiesett  | kiesett       | kiesett       |
| Vilém Mandlík                                               | 200 m           | 21,6     | 1.       | 21,3        | 2.          | 21,6     | 5.       | kiesett       | kiesett       |
| Josef Trousil                                               | 200 m           | 22,3     | 4.       | kiesett     | kiesett     | kiesett  | kiesett  | kiesett       | kiesett       |
| Stanislav Jungwirth                                         | 1500 m          | 3:46,6   | 2.       |             |             |          |          | 3:42,6        | 6.            |
| Pavel Kantorek                                              | 10 000 m        |          | 30:06,0  | 11.         |             |          |          |               |               |
| Pavel Kantorek                                              | Maraton         |          |          |             |             |          |          | 2:52:05       | 27.           |
| Emil Zátopek                                                | Maraton         |          |          |             |             |          |          | 2:29:34       | 6.            |
| Josef Doležal                                               | 20 km gyaloglás |          |          |             |             |          |          | kizárták      | kizárták      |
| Josef Doležal                                               | 50 km gyaloglás |          |          |             |             |          |          | nem ért célba | nem ért célba |
| Milan Skřont                                                | 50 km gyaloglás |          |          |             |             |          |          | nem ért célba | nem ért célba |
| Jaroslav Jirásek Václav Janeček Vilém Mandlík Josef Trousil | 4 × 400 m váltó | 3:10,8   | 3.       |             | kiesett     | kiesett  |          |               |               |

| Versenyző    | Versenyszám | Selejtező | Selejtező | Döntő    | Döntő    |
| Versenyző    | Versenyszám | Eredmény  | Helyezés  | Eredmény | Helyezés |
| ------------ | ----------- | --------- | --------- | -------- | -------- |
| Martin Řehák | Hármasugrás | 14,97 m   | 13.       | 15,85 m  | 5.       |
| Jiří Skobla  | Súlylökés   | 17,15 m   | 1.        | 17,65 m  |          |

Női
| Versenyző         | Versenyszám   | Selejtező | Selejtező | Döntő    | Döntő    |
| Versenyző         | Versenyszám   | Eredmény  | Helyezés  | Eredmény | Helyezés |
| ----------------- | ------------- | --------- | --------- | -------- | -------- |
| Olga Modrachová   | Magasugrás    | 158 cm    | 13.       | 164 cm   | 10.      |
| Jiřina Vobořilová | Magasugrás    | 158 cm    | =7.       | 164 cm   | =8.      |
| Jiřina Vobořilová | Diszkoszvetés | 44,42 m   | 5.        | 45,84 m  | 7.       |
| Olga Fikotová     | Diszkoszvetés | 50,77 m   | 1.        | 53,69 m  |          |
| Štěpánka Mertová  | Diszkoszvetés | 46,26 m   | 4.        | 45,78 m  | 8.       |
| Dana Zátopková    | Gerelyhajítás | 47,05 m   | 4.        | 49,83 m  | 4.       |

## Evezés
| Versenyző | Versenyszám  | Előfutam | Előfutam | Vigaszág | Vigaszág | Elődöntő | Elődöntő | Döntő   | Döntő   | Helyezés    |
| Versenyző | Versenyszám  | Idő      | Hely.    | Idő      | Hely.    | Idő      | Hely.    | Idő     | Hely.   | Helyezés    |
| --- | ------------ | -------- | -------- | -------- | -------- | -------- | -------- | ------- | ------- | ----------- |
| Albert Krajmer František Reich | Kétpárevezős | 7:05,1   | 4.       | 8:38,2   | 3.       |          |          | kiesett | kiesett | helyezetlen |
| Josef Věntus Eduard Antoch Ctibor Reiskup Jan Švéda Josef Švec Zdeněk Žára Jan Jindra Stanislav Lusk Miroslav Koranda (kormányos) | Nyolcas      | 6:09,3   | 1.       | erőnyerő | erőnyerő | 7:12,9   | 3.       | kiesett | kiesett | helyezetlen |

## Kajak-kenu
Férfi
| Versenyző                        | Versenyszám           | Előfutam | Előfutam | Döntő   | Döntő    |
| Versenyző                        | Versenyszám           | Idő      | Hely.    | Idő     | Helyezés |
| -------------------------------- | --------------------- | -------- | -------- | ------- | -------- |
| Ladislav Čepčianský              | Kajak egyes 1000 m    | 4:26,0   | 3.       | 4:23,2  | 6.       |
| Ladislav Čepčianský              | Kajak egyes 10 000 m  |          |          | 50:08,2 | 6.       |
| Miroslav Jemelka Rudolf Klabouch | Kajak kettes 1000 m   | 3:58,3   | 3.       | 4:01,4  | 8.       |
| Miroslav Jemelka Rudolf Klabouch | Kajak kettes 10 000 m |          |          | 46:13,1 | 6.       |
| Karel Hradil                     | Kenu egyes 1000 m     |          |          | 5:15,9  | 4.       |
| Jiří Vokněr                      | Kenu egyes 10 000 m   |          |          | 57:44,5 | 4.       |

## Kerékpározás

### Országúti kerékpározás
| Versenyző                                               | Versenyszám          | Idő           | Helyezés      |
| ------------------------------------------------------- | -------------------- | ------------- | ------------- |
| Jaroslav Cihlář                                         | Mezőnyverseny        | nem ért célba | nem ért célba |
| František Jursa                                         | Mezőnyverseny        | nem ért célba | nem ért célba |
| Jiří Nouza                                              | Mezőnyverseny        | nem ért célba | nem ért célba |
| Jiří Opavský                                            | Mezőnyverseny        | nem ért célba | nem ért célba |
| Versenyző                                               | Versenyszám          | Pont          | Helyezés      |
| Jaroslav Cihlář František Jursa Jiří Nouza Jiří Opavský | Csapat mezőnyverseny | nem ért célba | nem ért célba |

### Pálya-kerékpározás
Sprintverseny
| Versenyző       | Versenyszám  | 1. forduló                                      | 1. forduló | Vigaszág selejtező     | Vigaszág selejtező | Vigaszág döntő       | Vigaszág döntő | Negyeddöntő                          | Elődöntő             | Döntő                | Helyezés |
| Versenyző       | Versenyszám  | Ellenfelek Győztes idő                          | Hely.      | Ellenfelek Győztes idő | Hely.              | Ellenfél Győztes idő | Hely.          | Ellenfél Győztes idő                 | Ellenfél Győztes idő | Ellenfél Győztes idő | Helyezés |
| --------------- | ------------ | ----------------------------------------------- | ---------- | ---------------------- | ------------------ | -------------------- | -------------- | ------------------------------------ | -------------------- | -------------------- | -------- |
| Ladislav Fouček | Férfi egyéni | Warren Johnston (NZL) · Paul Nyman (FIN) · 12,4 | 1.         |                        |                    |                      |                | Guglielmo Pesenti (ITA) · 11,8, 12,8 | kiesett              | kiesett              | 5.       |

Időfutam
| Versenyző       | Versenyszám  | Idő    | Helyezés |
| --------------- | ------------ | ------ | -------- |
| Ladislav Fouček | Férfi egyéni | 1:11,4 |          |

Tandem
| Versenyző                     | Versenyszám     | 1. forduló                                                | 1. forduló | Vigaszág                                              | Vigaszág | Vigaszág vesztesei     | Vigaszág vesztesei | Negyeddöntő                                                 | Elődöntő                                                       | Döntő                                                 | Helyezés |
| Versenyző                     | Versenyszám     | Ellenfelek Győztes idő                                    | Hely.      | Ellenfél Győztes idő                                  | Hely.    | Ellenfelek Győztes idő | Hely.              | Ellenfél Győztes idő                                        | Ellenfél Győztes idő                                           | Ellenfél Győztes idő                                  | Helyezés |
| ----------------------------- | --------------- | --------------------------------------------------------- | ---------- | ----------------------------------------------------- | -------- | ---------------------- | ------------------ | ----------------------------------------------------------- | -------------------------------------------------------------- | ----------------------------------------------------- | -------- |
| Ladislav Fouček Václav Machek | Férfi kétüléses | Franciaország (FRA) · André Gruchet · Robert Vidal · 11,2 | 2.         | Ausztrália (AUS) · Joey Browne · Tony Marchant · 11,2 | 1.       |                        |                    | Új-Zéland (NZL) · Ritchie Johnston · Warren Johnston · 10,8 | Nagy-Britannia (GBR) · Peter Brotherton · Eric Thompson · 11,0 | Ausztrália (AUS) · Joey Browne · Tony Marchant · 10,8 |          |

Üldözőverseny
| Versenyző                                               | Versenyszám  | Selejtező                                                                                       | Selejtező | Selejtező | Negyeddöntő                                                                                                 | Negyeddöntő | Negyeddöntő | Elődöntő     | Elődöntő  | Elődöntő | Döntő        | Döntő     | Helyezés |
| Versenyző                                               | Versenyszám  | Ellenfél Idő                                                                                    | Saját idő | Hely.     | Ellenfél Idő                                                                                                | Saját idő   | Hely.       | Ellenfél Idő | Saját idő | Hely.    | Ellenfél Idő | Saját idő | Helyezés |
| ------------------------------------------------------- | ------------ | ----------------------------------------------------------------------------------------------- | --------- | --------- | --- | ----------- | ----------- | ------------ | --------- | -------- | ------------ | --------- | -------- |
| Jaroslav Cihlář František Jursa Jiří Nouza Jiří Opavský | Férfi csapat | Egyesült Államok (USA) · Allen Bell · Dick Cortright · Art Longsjo, Jr. · David Rhoads · 5:02,4 | 4:58,0    | 1.        | Olaszország (ITA) · Antonio Domenicali · Leandro Faggin · Franco Gandini · Valentino Gasparella · nincs idő | lekörözték  | 2.          | kiesett      | kiesett   | kiesett  | kiesett      | kiesett   | 5.       |

## Ökölvívás
| Versenyző          | Versenyszám | 32-es főtábla     | Nyolcaddöntő                   | Negyeddöntő                 | Elődöntő          | Döntő             | Helyezés |
| Versenyző          | Versenyszám | Ellenfél Eredmény | Ellenfél Eredmény              | Ellenfél Eredmény           | Ellenfél Eredmény | Ellenfél Eredmény | Helyezés |
| ------------------ | ----------- | ----------------- | ------------------------------ | --------------------------- | ----------------- | ----------------- | -------- |
| František Majdloch | Légsúly     | erőnyerő          | Ray Perez (USA) · V            | kiesett                     | kiesett           | kiesett           | 9.       |
| Ján Zachara        | Pehelysúly  | erőnyerő          | Chung Dong-hoon (KOR) · GY     | Pentti Hämäläinen (FIN) · V | kiesett           | kiesett           | 5.       |
| Josef Chovanec     | Könnyűsúly  | erőnyerő          | Anthony Byrne (IRL) · kizárták | kiesett                     | kiesett           | kiesett           | 9.       |
| Július Torma       | Középsúly   |                   | Howard Richter (AUS) · GY      | Ramón Tapia (CHI) · RSC     | kiesett           | kiesett           | 5.       |
| Josef Němec        | Nehézsúly   |                   | erőnyerő                       | Pete Rademacher (USA) · RSC | kiesett           | kiesett           | 5.       |

## Öttusa
| Versenyző      | Versenyszám | Lovaglás | Lovaglás | Lovaglás | Lovaglás | Vívás    | Vívás | Vívás | Lövészet | Lövészet | Lövészet | Úszás  | Úszás | Úszás | Futás   | Futás  | Futás | Összesen    | Összesen |
| Versenyző      | Versenyszám | Idő      | Bünt.    | Pont     | Hely.    | Eredmény | Pont  | Hely. | Pontszám | Pont     | Hely.    | Idő    | Pont  | Hely. | Idő     | Pont   | Hely. | Összes pont | Helyezés |
| -------------- | ----------- | -------- | -------- | -------- | -------- | -------- | ----- | ----- | -------- | -------- | -------- | ------ | ----- | ----- | ------- | ------ | ----- | ----------- | -------- |
| Vladimír Černý | Egyéni      | 14:27    | 200      | 132,5    | 29.      | 14–21    | 556,0 | 26.   | 188      | 860,0    | 8.       | 4:08,9 | 960,0 | 8.    | 14:56,7 | 1012,0 | 19.   | 3520,5      | 23.      |

## Sportlövészet
Férfi
| Versenyző       | Versenyszám           | Döntő | Döntő    |
| Versenyző       | Versenyszám           | Pont  | Helyezés |
| --------------- | --------------------- | ----- | -------- |
| František Maxa  | Szabadpisztoly        | 536   | 12.      |
| Otakar Hořínek  | Sportpuska, fekvő     | 598   | 4.       |
| Otakar Hořínek  | Sportpuska, összetett | 1172  |          |
| František Čapek | Trap                  | 187   | 6.       |
| Igor Treybal    | Trap                  | 148   | 25.      |

## Súlyemelés
| Versenyző           | Versenyszám | Nyomás   | Nyomás   | Szakítás | Szakítás | Lökés    | Lökés    | Összesen | Helyezés |
| Versenyző           | Versenyszám | Eredmény | Helyezés | Eredmény | Helyezés | Eredmény | Helyezés | Összesen | Helyezés |
| ------------------- | ----------- | -------- | -------- | -------- | -------- | -------- | -------- | -------- | -------- |
| Václav Pšenička Jr. | 82,5 kg     | 125,0    | 6.       | 120,0    | 6.       | 155,0    | =5.      | 400,0    | 6.       |

## Torna
Férfi
| Versenyző                                                                              | Versenyszám      | Döntő    | Döntő    |
| Versenyző                                                                              | Versenyszám      | Pontszám | Helyezés |
| -------------------------------------------------------------------------------------- | ---------------- | -------- | -------- |
| Jaroslav Bím                                                                           | Talaj            | 16,60    | 52.      |
| Jaroslav Bím                                                                           | Ugrás            | 18,00    | 46.      |
| Jaroslav Bím                                                                           | Korlát           | 18,25    | 38.      |
| Jaroslav Bím                                                                           | Nyújtó           | 18,35    | 32.      |
| Jaroslav Bím                                                                           | Gyűrű            | 18,10    | =28.     |
| Jaroslav Bím                                                                           | Lólengés         | 18,95    | 6.       |
| Jaroslav Bím                                                                           | Egyéni összetett | 108,25   | 36.      |
| Ferdinand Daniš                                                                        | Talaj            | 18,80    | =6.      |
| Ferdinand Daniš                                                                        | Ugrás            | 18,40    | =23.     |
| Ferdinand Daniš                                                                        | Korlát           | 18,70    | =16.     |
| Ferdinand Daniš                                                                        | Nyújtó           | 18,85    | 9.       |
| Ferdinand Daniš                                                                        | Gyűrű            | 18,90    | 9.       |
| Ferdinand Daniš                                                                        | Lólengés         | 18,25    | =26.     |
| Ferdinand Daniš                                                                        | Egyéni összetett | 111,90   | 13.      |
| Vladimír Kejř                                                                          | Talaj            | 18,40    | =23.     |
| Vladimír Kejř                                                                          | Ugrás            | 18,55    | =11.     |
| Vladimír Kejř                                                                          | Korlát           | 18,30    | =33.     |
| Vladimír Kejř                                                                          | Nyújtó           | 18,30    | =33.     |
| Vladimír Kejř                                                                          | Gyűrű            | 18,50    | 19.      |
| Vladimír Kejř                                                                          | Lólengés         | 18,25    | =26.     |
| Vladimír Kejř                                                                          | Egyéni összetett | 110,30   | 23.      |
| Jaroslav Mikoška                                                                       | Talaj            | 18,20    | =29.     |
| Jaroslav Mikoška                                                                       | Ugrás            | 18,40    | =23.     |
| Jaroslav Mikoška                                                                       | Korlát           | 18,70    | =16.     |
| Jaroslav Mikoška                                                                       | Nyújtó           | 18,30    | =33.     |
| Jaroslav Mikoška                                                                       | Gyűrű            | 17,65    | =32.     |
| Jaroslav Mikoška                                                                       | Lólengés         | 18,10    | 32.      |
| Jaroslav Mikoška                                                                       | Egyéni összetett | 109,35   | =27.     |
| Zdeněk Růžička                                                                         | Talaj            | 18,20    | =29.     |
| Zdeněk Růžička                                                                         | Ugrás            | 18,20    | =39.     |
| Zdeněk Růžička                                                                         | Korlát           | 18,30    | =33.     |
| Zdeněk Růžička                                                                         | Nyújtó           | 18,80    | =10.     |
| Zdeněk Růžička                                                                         | Gyűrű            | 18,30    | 22.      |
| Zdeněk Růžička                                                                         | Lólengés         | 17,85    | =38.     |
| Zdeněk Růžička                                                                         | Egyéni összetett | 109,65   | 26.      |
| Josef Škvor                                                                            | Talaj            | 18,00    | =38.     |
| Josef Škvor                                                                            | Ugrás            | 18,45    | =19.     |
| Josef Škvor                                                                            | Korlát           | 18,45    | 27.      |
| Josef Škvor                                                                            | Nyújtó           | 18,70    | =18.     |
| Josef Škvor                                                                            | Gyűrű            | 18,20    | =23.     |
| Josef Škvor                                                                            | Lólengés         | 19,05    | 4.       |
| Josef Škvor                                                                            | Egyéni összetett | 110,85   | 18.      |
| Jaroslav Bím Ferdinand Daniš Vladimír Kejř Jaroslav Mikoška Zdeněk Růžička Josef Škvor | Csapat összetett | 554,10   | 4.       |

Női
| Versenyző                                                                                                | Versenyszám      | Döntő    | Döntő    |
| Versenyző                                                                                                | Versenyszám      | Pontszám | Helyezés |
| --- | ---------------- | -------- | -------- |
| Eva Bosáková                                                                                             | Talaj            | 18,566   | =4.      |
| Eva Bosáková                                                                                             | Ugrás            | 18,166   | 22.      |
| Eva Bosáková                                                                                             | Felemás korlát   | 18,733   | 4.       |
| Eva Bosáková                                                                                             | Gerenda          | 18,633   | =        |
| Eva Bosáková                                                                                             | Egyéni összetett | 74,100   | 7.       |
| Miroslava Brdíčková                                                                                      | Talaj            | 17,533   | =53.     |
| Miroslava Brdíčková                                                                                      | Ugrás            | 17,733   | =48.     |
| Miroslava Brdíčková                                                                                      | Felemás korlát   | 18,000   | 28.      |
| Miroslava Brdíčková                                                                                      | Gerenda          | 17,566   | =33.     |
| Miroslava Brdíčková                                                                                      | Egyéni összetett | 70,833   | 40.      |
| Věra Drazdíková                                                                                          | Talaj            | 17,900   | 38.      |
| Věra Drazdíková                                                                                          | Ugrás            | 17,866   | =42.     |
| Věra Drazdíková                                                                                          | Felemás korlát   | 17,766   | =35.     |
| Věra Drazdíková                                                                                          | Gerenda          | 17,800   | 28.      |
| Věra Drazdíková                                                                                          | Egyéni összetett | 71,333   | 32.      |
| Anna Marejková                                                                                           | Talaj            | 18,366   | =14.     |
| Anna Marejková                                                                                           | Ugrás            | 18,233   | =16.     |
| Anna Marejková                                                                                           | Felemás korlát   | 18,366   | =14.     |
| Anna Marejková                                                                                           | Gerenda          | 18,533   | =4.      |
| Anna Marejková                                                                                           | Egyéni összetett | 73,500   | 11.      |
| Alena Reichová                                                                                           | Talaj            | 17,433   | =57.     |
| Alena Reichová                                                                                           | Ugrás            | 18,000   | =35.     |
| Alena Reichová                                                                                           | Felemás korlát   | 17,933   | =29.     |
| Alena Reichová                                                                                           | Gerenda          | 17,500   | =36.     |
| Alena Reichová                                                                                           | Egyéni összetett | 70,866   | 39.      |
| Matylda Šínová-Matoušková                                                                                | Talaj            | 17,933   | 37.      |
| Matylda Šínová-Matoušková                                                                                | Ugrás            | 18,200   | =20.     |
| Matylda Šínová-Matoušková                                                                                | Felemás korlát   | 18,200   | =20.     |
| Matylda Šínová-Matoušková                                                                                | Gerenda          | 17,466   | 38.      |
| Matylda Šínová-Matoušková                                                                                | Egyéni összetett | 71,800   | =25.     |
| Eva Bosáková Miroslava Brdíčková Věra Drazdíková Anna Marejková Alena Reichová Matylda Šínová-Matoušková | Csapat összetett | 435,356  | 5.       |

| Versenyző                                                                                                | Versenyszám              | Döntő      | Döntő    | Döntő    |
| Versenyző                                                                                                | Versenyszám              | Eszköz     | Pontszám | Helyezés |
| --- | ------------------------ | ---------- | -------- | -------- |
| Eva Bosáková Miroslava Brdíčková Věra Drazdíková Anna Marejková Alena Reichová Matylda Šínová-Matoušková | Csapat kéziszergyakorlat | nincs adat | 73,00    | 7.       |

## Úszás
Férfi
| Versenyző      | Versenyszám | Előfutam | Előfutam | Előfutam | Elődöntő | Elődöntő | Elődöntő | Döntő   | Döntő    |
| Versenyző      | Versenyszám | Idő      | Hely.    | Össz.    | Idő      | Hely.    | Össz.    | Idő     | Helyezés |
| -------------- | ----------- | -------- | -------- | -------- | -------- | -------- | -------- | ------- | -------- |
| Ladislav Bačík | 100 m hát   | 1:06,9   | 4.       | 14.*     | 1:07,9   | 8.       | 16.      | kiesett | kiesett  |

Női
| Versenyző       | Versenyszám    | Előfutam | Előfutam | Előfutam | Döntő   | Döntő    |
| Versenyző       | Versenyszám    | Idő      | Hely.    | Össz.    | Idő     | Helyezés |
| --------------- | -------------- | -------- | -------- | -------- | ------- | -------- |
| Marta Skupilová | 100 m pillangó | 1:17,7   | 4.       | 9.*      | kiesett | kiesett  |

* - egy másik versenyzővel azonos időt ért el